# Свобода, ведущая народ
«Свобода, ведущая народ» (фр. La Liberté guidant le peuple), или «Свобода на баррикадах» (1830) — картина французского художника Эжена Делакруа. Считается одной из ключевых вех между эпохами Просвещения и Романтизма.

## Описание
В центре картины изображена женщина, известная как Марианна — символ Французской республики и олицетворение национального девиза «Свобода, Равенство, Братство» (существует альтернативная точка зрения, что эта особа не является Марианной, а представляет собой аллегорию республики). В этом образе Делакруа удалось совместить величие античной богини и отвагу простой женщины из народа. На голове её фригийский колпак (символ свободы во времена первой французской революции), в правой руке — флаг республиканской Франции, в левой — ружьё. Босая и с обнажённой грудью, символизирующей самоотверженность французов, способных с «голой грудью» идти на врага, она шагает по груде трупов, словно выходя из холста прямо на зрителя.
За Свободой идут представители различных социальных классов — рабочий, буржуа, подросток — символизирующие единство французского народа во время июльской революции. Некоторые искусствоведы и критики предполагают, что в образе мужчины в цилиндре слева от главной героини художник изобразил себя; по мнению других моделью мог послужить драматург Этьенн Араго или куратор Лувра Фредерик Вилло.

## История
Делакруа написал картину осенью 1830 года по горячим следам июльской революции, положившей конец правлению Карла X и режиму реставрации Бурбонов. После многочисленных подготовительных эскизов ему потребовалось всего три месяца, чтобы написать картину. В письме брату 12 октября 1830 года Делакруа пишет: «Если я не сражался за Родину, то хотя бы буду для неё писать».
Впервые «Свобода, ведущая народ» была выставлена в Парижском салоне в мае 1831 года, своими впечатлениями о котором, как и о картине в частности, поделился Генрих Гейне. Она была восторженно принята публикой и тотчас приобретена государством за 3000 франков для тронного зала Люксембургского дворца, чтобы служить напоминанием «королю-гражданину» Луи-Филиппу I о революции, благодаря которой тот пришёл к власти. Этим планам не суждено было сбыться и, провисев несколько месяцев в музейной галерее дворца, картина была убрана из-за политической провокационности.
После июньского восстания 1832 года картину вернули художнику, с разрешением отправить её на хранение своей тёте Фелисите. Революция 1848 года вновь позволила широкой публике увидеть «Свободу», а в 1855 году она была выставлена в Парижском салоне. В 1874 году картина вошла в собрание Лувра.
В 1974—1975 годах «Свобода» была главной жемчужиной выставки «Французская живопись 1774—1830 годов: Век революций», организованной французским правительством в Метрополитен-музее и Детройтском институте искусств в качестве подарка на двухсотлетие американской революции. В 1999 году «Свобода» совершила 20-часовой перелёт из Парижа на выставку в Токио через Бахрейн и Калькутту. Транспортировка осуществлялась на борту Эйрбас Белуга (размеры полотна — 2,99 м в высоту на 3,62 м в длину — были слишком велики для Боинга 747) в вертикальном положении в изотермической барокамере, защищённой от вибрации.
В 2012 году картина была перенесена в новый музей Лувр—Ланс в составе первого транша картин из Лувра. 7 февраля 2013 года неизвестная 28-летняя посетительница музея нанесла на полотно надпись «AE911» (аббревиатура американской некоммерческой организации «Архитекторы и инженеры за правду о терактах 11 сентября»), после чего была задержана. На следующий день реставраторы убрали надпись без повреждения оригинальной краски, потратив на это меньше двух часов, и картина была возвращена на место экспозиции.

## Влияние

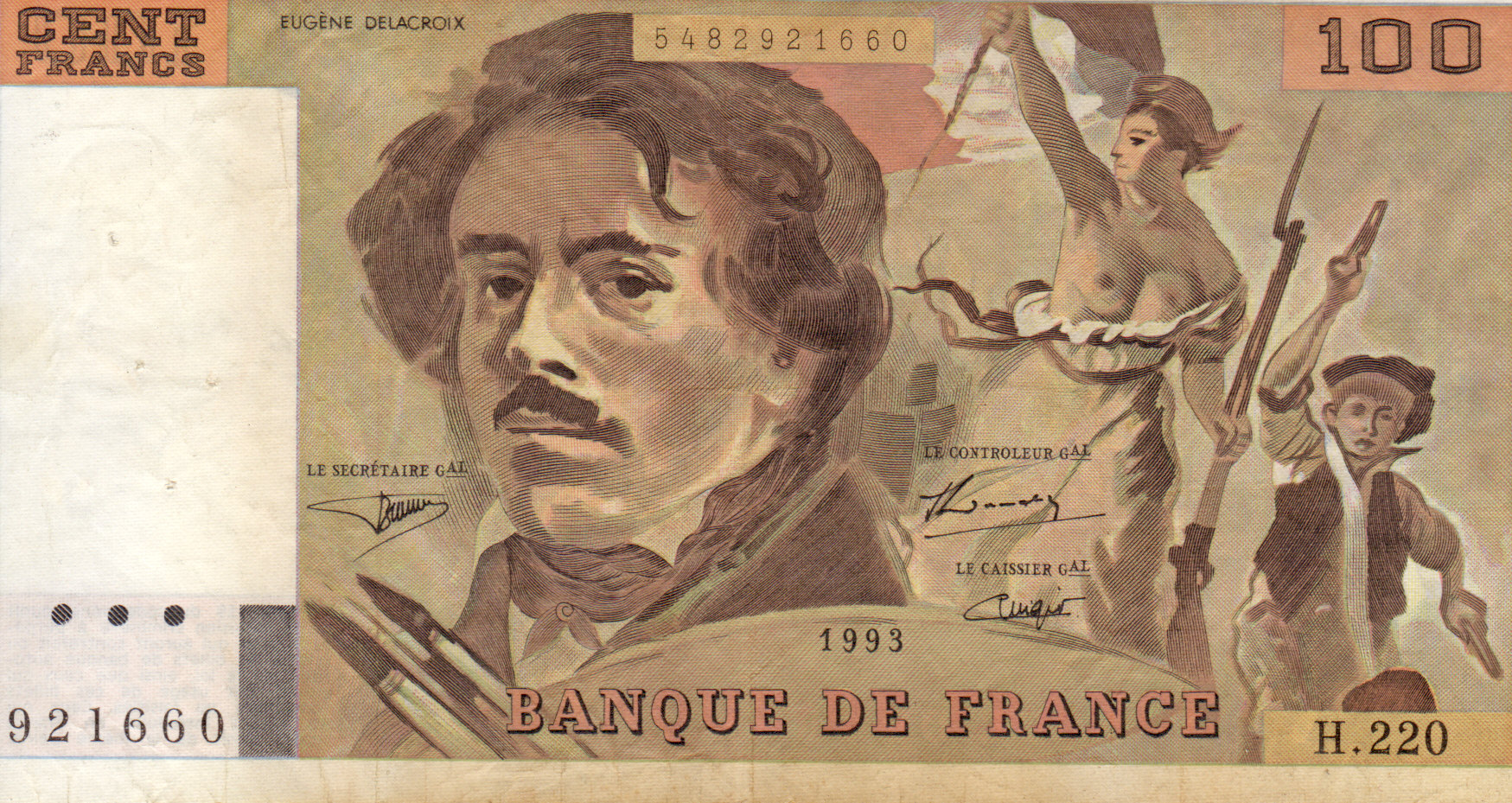
Сто франков «Делакруа»

Картина могла повлиять на роман «Отверженные» Виктора Гюго, описывающий среди прочего июньское восстание, произошедшее спустя два года после событий, изображённых на картине. В частности, широко распространено мнение, что персонаж Гавроша вдохновлён фигурой мальчика с пистолетами, бегущего рядом со Свободой. Также предполагается, что картина Делакруа могла вдохновлять Фредерика Бартольди при создании «Свободы, озаряющей мир», более известной как «Статуя Свободы», подаренная французами Соединённым Штатам Америки спустя полвека после написания картины. Портрет Делакруа с фрагментом картины печатался на стофранковой банкноте с 1978 по 1995 год. Симфония № 6 Джорджа Антейла, названная в честь Делакруа, была написана под вдохновением от картины по собственному признанию композитора.
«Свобода, ведущая народ» считается республиканским и антимонархическим символом, иногда подвергаясь критике, особенно со стороны роялистов и монархистов.
Картина использована британской рок-группой Coldplay для обложки своего альбома «Viva La Vida or Death and All His Friends».[значимость факта?]